# Dendrobium filicaule
Dendrobium filicaule är en orkidéart som beskrevs av François Gagnepain. Dendrobium filicaule ingår i släktet Dendrobium, och familjen orkidéer. Inga underarter finns listade i Catalogue of Life.